# Snyder’s of Hanover

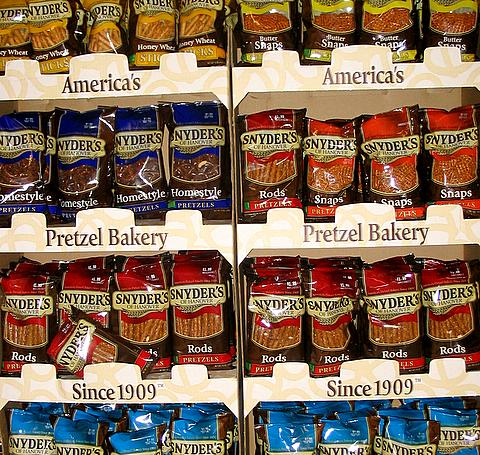
Produkte von Snyder’s of Hanover

Snyder’s of Hanover ist ein US-amerikanischer Brezel- und Kartoffelchipshersteller mit Sitz in Hanover, Pennsylvania.

## Geschichte
Das Unternehmen wurde im Jahr 1909 von Harry V. Warehime als Hanover Pretzel Company gegründet. Warehime stellte mit der Hanover Olde Tyme Pretzel nur eine Sorte Brezeln her. 1923 wurde von dem Ehepaar William und Helen Snyder das erste Werk eröffnet. Deren Söhne Edward und Bill waren für den Einstieg in die Kartoffelchipsproduktion verantwortlich. Im Jahr 1948 eröffnete man ein zweites Werk in Berlin (Pennsylvania).
1963 wurde das Unternehmen von Hanover Brands aufgekauft. Unter dem Namen Hanover Foods wurde die Produktpalette unter anderem um verschiedene Kuchen erweitert. Bis 1977 stellte man jedoch deren Herstellung wieder ein und konzentrierte sich auf Brezeln und Kartoffelchips. Im Jahr 1981 wurde Snyder’s of Hanover unabhängig von Hanover Foods. 2010 fusionierte Snyder’s of Hanover mit dem Unternehmen Lance aus North Carolina zu Snyder’s-Lance, die ihrerseits 2018 von der Campbell Soup Company übernommen wurden.

## Unternehmensdaten
Das Unternehmen erzielte im Jahr 2003 Einnahmen in Höhe von 244 Millionen Dollar. In den USA konnten im Zeitraum von Oktober 2003 bis Oktober 2004 rund 72,3 Millionen Einheiten verkauft und ein Umsatz von 141,3 Millionen Dollar erzielt werden (Angaben ohne Wal-Mart). Damit war Snyder’s of Hanover nach Rold Gold die zweiterfolgreichste US-amerikanische Brezelmarke. Im vierten Quartal 2004 konnte Snyder’s sogar einen höheren Umsatz erzielen als Rold Gold.